# Atyriodes isthmica
Atyriodes isthmica là một loài bướm đêm trong họ Geometridae.